# Portoferraio
Portoferraio település Olaszországban, Toszkána régióban, Livorno megyében. Lakosainak száma 11 797 fő (2023. január 1.). Portoferraio Campo nell’Elba, Capoliveri, Marciana, Porto Azzurro, Rio nell’Elba és Rio községekkel határos.

## Népesség
A település lakossága az elmúlt években az alábbi módon változott:
| Lakosok száma | 11 980 | 11 955 | 11 797 |
|               | 2017   | 2018   | 2023   |